# 南川瀬町
南川瀬町（みなみかわせちょう）は滋賀県彦根市の町名。丁番の設定されていない単独町名である。

## 地理
彦根市南部に位置し、北で川瀬馬場町、北東で野口町、南東で出町、南で犬上郡豊郷町四十九院・安食西、南西で楡町、北西で清崎町と接する。

## 歴史
前身は犬上郡河瀬村大字南川瀬。1956年9月30日に河瀬村は隣村の亀山村と同時に彦根市に合併された。 

### 地名の由来
河瀬村の南部に位置し、1500年代より河瀬氏が郡家として周辺一帯を統治していたのが由来。後に河→川に置き換えられ南川瀬となった。

## 世帯数と人口
2019年（平成31年）4月1日現在の世帯数と人口は以下の通りである。
| 町丁     | 世帯数    | 人口    |
| -------- | --------- | ------- |
| 南川瀬町 | 1,050世帯 | 2,506人 |

### 人口の変遷
国勢調査による人口の推移。
| 1995年（平成7年）  | 1,614人 | [ 6 ]  |  |
| 2000年（平成12年） | 1,790人 | [ 7 ]  |  |
| 2005年（平成17年） | 1,790人 | [ 8 ]  |  |
| 2010年（平成22年） | 1,922人 | [ 9 ]  |  |
| 2015年（平成27年） | 2,272人 | [ 10 ] |  |

### 世帯数の変遷
国勢調査による世帯数の推移。
| 1995年（平成7年）  | 497世帯 | [ 6 ]  |  |
| 2000年（平成12年） | 601世帯 | [ 7 ]  |  |
| 2005年（平成17年） | 601世帯 | [ 8 ]  |  |
| 2010年（平成22年） | 731世帯 | [ 9 ]  |  |
| 2015年（平成27年） | 902世帯 | [ 10 ] |  |

## 学区
市立小・中学校に通う場合、学区は以下の通りとなる。
| 番・番地等 | 小学校             | 中学校             |
| ---------- | ------------------ | ------------------ |
| 全域       | 彦根市立河瀬小学校 | 彦根市立彦根中学校 |

## 交通

### 鉄道
- JR西日本東海道本線 - 河瀬駅

### バス
近江鉄道バス・湖国バス
- 河瀬駅西口 河瀬線（日夏中央・日夏ニュータウン経由） 南彦根駅西口方面
- 河瀬駅東口 甲良線 尼子駅・甲良町役場・金屋橋・富之尾方面

### 道路
- 滋賀県道196号三津屋野口線
- 滋賀県道206号神郷彦根線
- 中山道 - 南東端で豊郷町四十九院との境界線上を僅かに通る。

## 施設
- 彦根警察署河瀬警察官駐在所
- 滋賀県立彦根工業高等学校 - 敷地の一部は楡町にかかる。
- みどり幼稚園
- しあわせ保育園
- 河瀬公園
- 法蔵寺

## 史跡
- 河瀬城跡

## 文化財

### 市指定
- 紙本墨書蓮如筆六字名号
- 附紙本墨書六字名号（寺伝 蓮如筆）
- 附紙本墨書九字名号（寺伝 蓮如筆）

法蔵寺所蔵
1985年8月1日彦根市指定文化財に指定（上記三点）

### 未登録（文化財候補)
- 親鸞聖人絵伝 天正8年（1580年） -

法蔵寺所蔵

## 出身人物
- 桜川大龍 - 江州音頭宗家

## 事件・事故
- 2006年9月21日午前3時ごろ、東近江市五個荘竜田町在住の男（37）が、自宅で交際中の女性（46）を包丁で刺して逃走。男は約2時間半後、約10km離れた彦根市南川瀬町の河瀬駅近くの踏切で、東京発福山行きの貨物列車に轢かれ即死した。この事故で東海道本線は上下線13本が運休し、下り14本が最大2時間遅れ、約22,000人に影響した。

- 2011年6月15日午前6時40分ごろ河瀬駅前の上空から20匹余のオタマジャクシが降った。[12]

- 河瀬駅前交番警察官射殺事件

## その他

### 日本郵便
- 郵便番号 : 522-0222[3]（集配局：高宮郵便局[13]）。